# Грос-Крамс
Грос-Крамс (нім. Groß Krams) — громада в Німеччині, розташована в землі Мекленбург-Передня Померанія. Входить до складу району Людвігслуст-Пархім. Складова частина об'єднання громад Гагенов-Ланд.
Площа — 10,32 км2. Населення становить 170 ос. (станом на 31 грудня 2020).